# Saltator
Saltator es un género de aves paseriformes perteneciente a la familia Thraupidae; tradicionalmente era incluido en la familia Cardinalidae, pero fue transferido como se ha demostrado por recientes estudios genético-moleculares. Agrupa a especies nativas de la América tropical (Neotrópico), donde se distribuyen desde el norte de México, a través de América Central, las Antillas Menores y América del Sur hasta el centro oeste de Argentina. A sus miembros se les conoce por el nombre popular de pepiteros y también saltadores, picureros o lechoceros, entre otros.

## Etimología
El nombre genérico masculino «Saltator» proviene del latín «saltator, saltatoris» que significa ‘bailarín’.

## Características
Las aves de este género son medianas, midiendo entre 18,5 y 22 cm de longitud. Se caracterizan por sus picos gruesos y robustos, brillantemente coloridos en algunas especies. La coloración y patrón del plumaje son apagadas, predominantemente grisáceos y oliváceos en la mayoría de los pepiteros, la mayoría exhibiendo una lista superciliar marcante. Habitan en una variedad de ambientes boscosos, tanto montanos como de tierras bajas. Las dos especies antes separada en un género Pitylus (S. grossus y S. fuliginosus), se caracterizan por sus picos rojos muy robustos y su color gris azulado oscuro.

## Taxonomía

### Transferencia para Thraupidae y situación deSaltator atricollis
Este género era tradicionalmente colocado en la familia Cardinalidae, pero las evidencias genéticas sugieren que pertenece a Thraupidae, de acuerdo con Klicka et al (2007). La Propuesta N° 321 al Comité de Clasificación de Sudamérica (SACC), aprobada, retiró el género de Cardinalidae y lo dejó temporariamente en Incertae sedis.
Nuevos estudios de Chaves et al (2013) revisaron la secuencia linear de los géneros Saltator y Saltatricula, concluyendo que Saltator atricollis y Saltatricula multicolor son especies hermanas. La Propuesta N° 593 al SACC rechazó la inclusión de Saltatricula en Saltator y recomendó la inclusión de S. atricollis en Saltatricula bajo el nombre Saltatricula atricollis.
Finalmente, la Propuesta N° 704 al SACC, con base en los estudios de Burns et al. 2014 y otros, aprobó la transferencia de Saltatricula y Saltator para Thraupidae, lo que fue seguido por las principales clasificaciones.
En la Propuesta N° 730 Parte 3 al SACC se rechazó la fusión de los géneros y se aprobó la retención de Saltatricula y la inclusión de S. atricollis en el mismo. Sin embargo, las clasificaciones Aves del Mundo y Birdlife International, siguiendo a Burns et al. (2016) prefieren mantener el género Saltator ampliado.

### Situación de“Saltator” rufiventris
Ya se había previamente notado que la especie  “Saltator” rufiventris era muy diferente en plumaje y morfología a las otras del género. Los datos genéticos de Klicka et al. 2007 y Chaves et al. 2013 revelaron que definitivamente no es un Saltator y si un tráupido pariente cercano a los géneros Delothraupis y Dubusia. La Propuesta N° 427 al SACC aprobó la transferencia para Thraupidae y lo dejó provisoriamente como un “Saltator” (entre comillas), ya que no había ningún género disponible, o la alternativa era incluirlo en un género Dubusia ampliado. Los estudios de Burns et al. (2016) propusieron incluirla un nuevo género monotípico Pseudosaltator Burns, Unitt & Mason, 2016, lo que fue aprobado por la Propuesta N° 722 al SACC. lo que fue seguido por las principales clasificaciones.

### Separación deS. coerulescensen tres especies
Los grupos de subespecies S. coerulescens grandis, de México y Centroamérica, y S. coerulescens olivascens, del norte de Sudamérica y Trinidad y Tobago, fueron separados del ampliamente diseminado  Saltator coerulescens como especies plenas con base en evidencias genéticas presentadas por Chaves et al. (2013) y significativas diferencias de vocalización y a pesar de las pocas diferencias morfológicas existentes. La separación fue aprobada en la Propuesta N° 879 al SACC.

## Lista de especies
Según las clasificaciones del Congreso Ornitológico Internacional (IOC) y Clements Checklist/eBird v.2019, el género agrupa a las siguientes especies con el respectivo nombre popular de acuerdo con la Sociedad Española de Ornitología (SEO):
| Imagen | Nombre científico        | Autor                        | Nombre común            | Estado de conservación |
| ------ | ------------------------ | ---------------------------- | ----------------------- | ---------------------- |
|        | Saltator maximus         | (Statius Müller, 1776)       | pepitero gorjicanelo    | LC                     |
|        | Saltator atripennis      | P.L. Sclater, 1857           | pepitero alinegro       | LC                     |
|        | Saltator atriceps        | (Lesson, 1832)               | pepitero cabecinegro    | LC                     |
|        | Saltator orenocensis     | Lafresnaye, 1846             | pepitero del Orinoco    | LC                     |
|        | Saltator coerulescens    | Vieillot, 1817               | pepitero grisáceo       | LC                     |
|        | Saltator grandis         | (Deppe, 1830)                | (pepitero ventricanelo) | LC                     |
|        | Saltator olivascens      | Cabanis, 1849                | (pepitero oliváceo)     | LC                     |
|        | Saltator striatipectus   | Lafresnaye, 1847             | pepitero listado        | LC                     |
|        | Saltator albicollis      | Vieillot, 1817               | pepitero antillano      | LC                     |
|        | Saltator similis         | d'Orbigny & Lafresnaye, 1837 | pepitero verdoso        | LC                     |
|        | Saltator nigriceps       | (Chapman, 1914)              | pepitero capuchinegro   | LC                     |
|        | Saltator maxillosus      | Cabanis, 1851                | pepitero picudo         | LC                     |
|        | Saltator aurantiirostris | Vieillot, 1817               | pepitero piquigualdo    | LC                     |
|        | Saltator cinctus         | J.T. Zimmer, 1943            | pepitero enmascarado    | LC                     |
|        | Saltator grossus         | (Linnaeus, 1766)             | pepitero pizarroso      | LC                     |
|        | Saltator fuliginosus     | (Daudin, 1800)               | pepitero fuliginoso     | LC                     |